# Vildandens sång
"Vildandens sång", "Vildandens klagan" eller bara "Vildanden" var en mycket populär schlager på 1950-talet, i Thory Bernhards inspelning. Upphovsman var banarbetaren Gunnar Pettersson, ursprungligen från Uttersberg, och sången upptecknades av Bernhards kapellmästare Leon Landgren. Ibland anges Johan Bernhard Gauffin som textförfattare och Elna Nilsson-Rydman som kompositör till melodin. Texten skildrar en andhona, vars make blir skjuten.

## Insjungningar
- Sven-Olof Sandberg med orkester Dir.: Åke Jelving. Insjungen i Stockholm 10 september 1952. Den blev utgiven på 78-varvaren His Master's Voice X 7825.